# Berneville
Berneville ist eine französische Gemeinde mit 538 Einwohnern (Stand 1. Januar 2022) im Département Pas-de-Calais in der Region Hauts-de-France. Sie gehört zum Arrondissement Arras und zum Kanton Avesnes-le-Comte. Die Einwohner werden Bernevillois genannt.

## Lage
Die Gemeinde Berneville liegt am Südostrand des Artois, neun Kilometer westsüdwestlich der Innenstadt von Arras. Nachbargemeinden von Berneville sind Warlus im Norden, Dainville im Nordosten, Wailly im Südosten, Beaumetz-lès-Loges im Südwesten sowie Simencourt im Westen.

## Bevölkerungsentwicklung
| Jahr                       | 1962 | 1968 | 1975 | 1982 | 1990 | 1999 | 2006 | 2012 | 2022 |
| Einwohner                  | 297  | 252  | 235  | 361  | 493  | 488  | 441  | 502  | 475  |
| Quellen: Cassini und INSEE |      |      |      |      |      |      |      |      |      |

## Sehenswürdigkeiten
- Kirche Saint-Géry aus dem 18. Jahrhundert
- ehemaliges Kloster
- Wasserturm

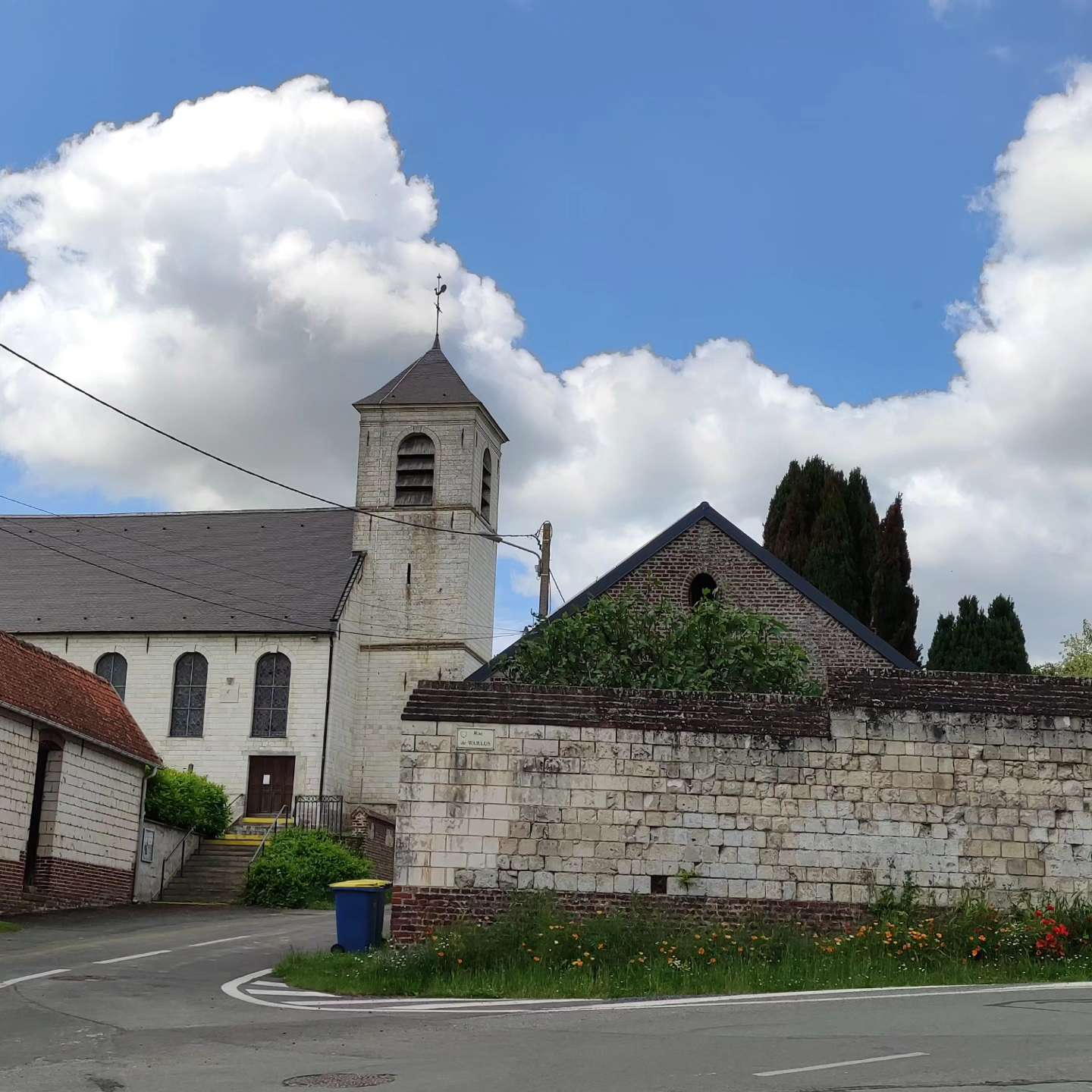
Kirche Saint-Géry
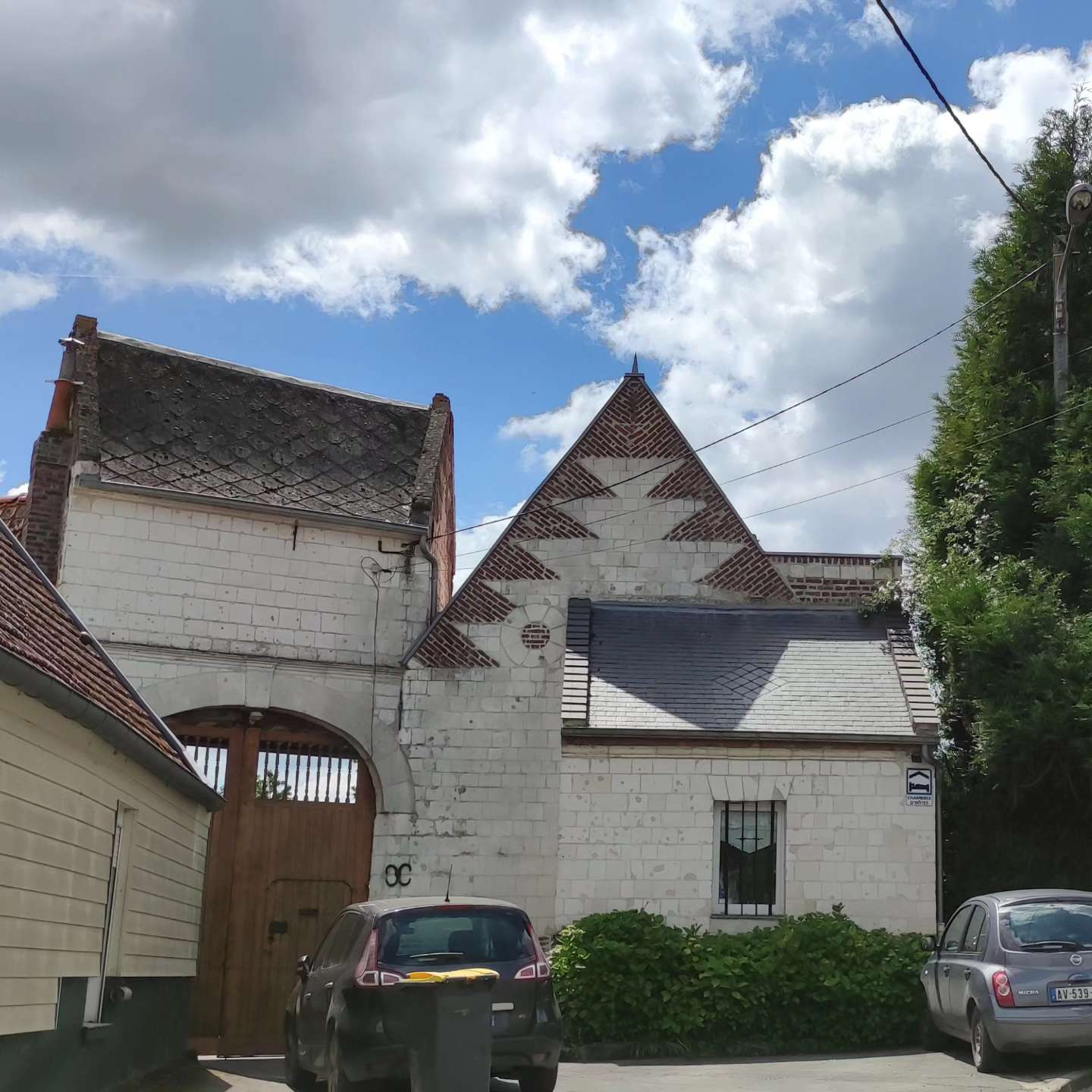
Ehemaliges Kloster
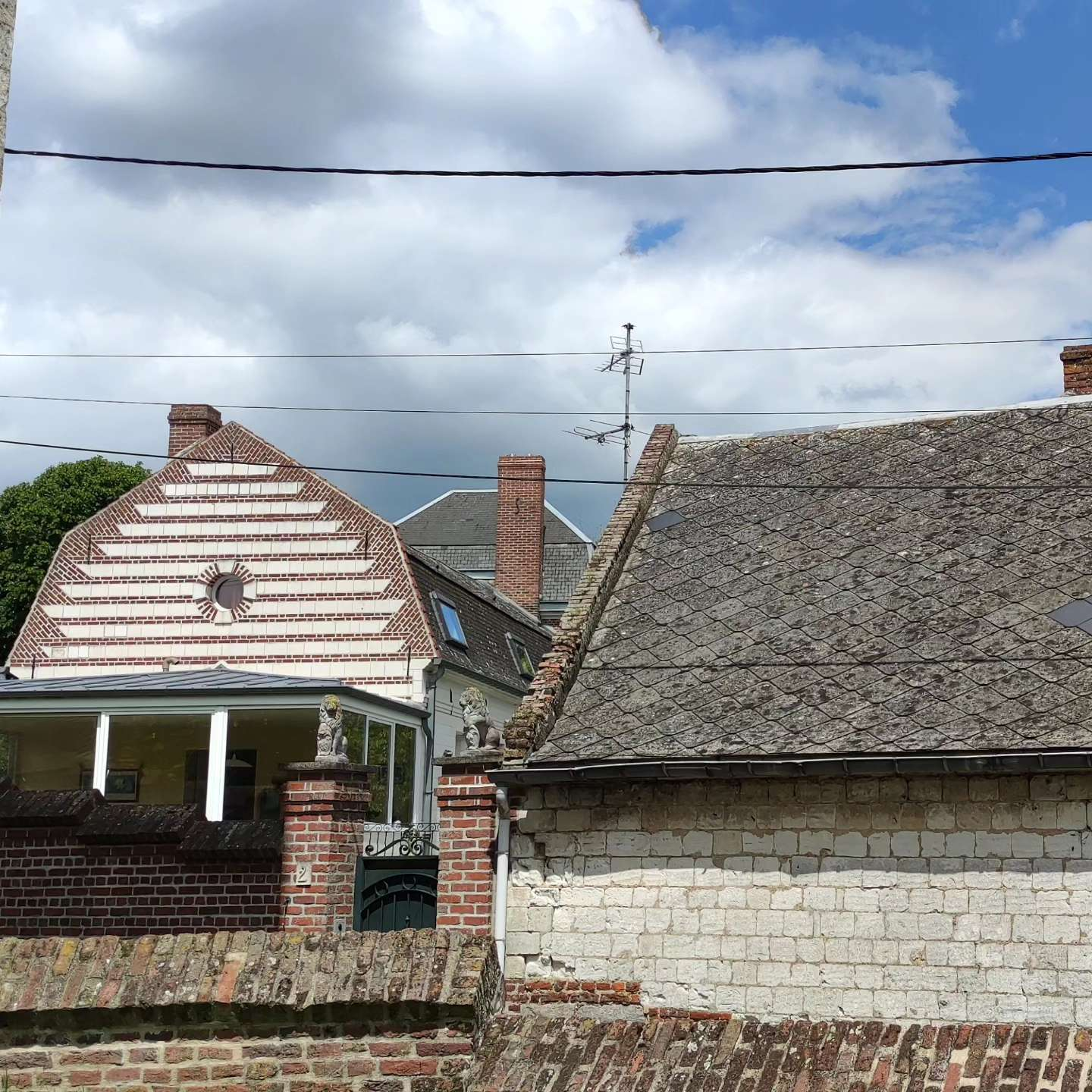
Priorei des ehemaligen Klosters